# The Lightning Seeds
The Lightning Seeds är en brittisk musikgrupp bildad 1989 av sångaren, musikern och musikproducenten Ian Broudie. Gruppen, som i huvudsak är synonym med Broudies solokarriär, har haft hitlåtar som ”Lucky you”, "Pure", "Ready or Not" och englandsettan "Three Lions".

## Bandmedlemmar
Nuvarande medlemmar
- Ian Broudie – sologitarr, sång, keyboard (1989–2000, 2006–)
- Martyn Campbell – basgitarr, bakgrundssång (1994–2000, 2009–)
- Riley Broudie – rytmgitarr (2009–)
- Abi Harding – saxofon, keyboard, bakgrundssång (2016–)
- Jim Sharrock – trummor, bakgrundssång (2016–)

Tidigare medlemmar
- Ali Kane – keyboard (1994–1996)
- Angie Pollock – keyboard, bakgrundssång (1996–2000, 2009)
- Chris Sharrock – trummor (1994–1997)
- James Bagshaw – keyboard (2010)
- Keith York – trummor (1997–1998)
- Mathew Priest – trummor (1997–1997)
- Paolo Ruiu – basgitarr (2006)
- Paul Hemmings – gitarr (1994–1998)
- Raife Burchell – trummor (2010)
- Rob Allum – trummor (2009–2010)
- Sean Payne – trummor (2011–2012)
- Simon Rogers – gitarr, basgitarr, keyboard (1992–2000)
- Zak Starkey – trummor (1998–2000)

## Diskografi
Studioalbum
- Cloudcuckooland (1990)
- Sense (1992)
- Jollification (1994)
- Dizzy Heights (1996)
- Tilt (1999)
- Four Winds (2009)

Samlingsalbum
- Pure (1996)
- Like You Do... Best of The Lightning Seeds (1997)
- Life of Riley: The Lightning Seeds Collection (2003)
- The Very Best of The Lightning Seeds (2006)

Singlar (topp 20 på UK Singles Chart)
- "Pure" (1989) (#16)
- "Change" (1995) (#13)
- "Perfect" (1995) (#18)
- "Lucky You" (1995) (#15)
- "Ready or Not" (1996) (#20)
- "Three Lions" (med David Baddiel och Frank Skinner) (1996) (#1)
- "What If..." (1996) (#14)
- "Sugar Coated Iceberg" (1997) (#12)
- "You Showed Me" (1997) (#8)
- "Three Lions '98" (med David Baddiel och Frank Skinner) (1998) (#1)